# Фармацеутски факултет Универзитета у Тузли
Фармацеутски факултет Универзитета у Тузли је високошколска установа у Тузли и најмлађа чланица Универзитета у Тузли.

## Студије
Студије се одвијају по Болоњском процесу и у складу са Малтешком декларацијом која препоручује да студије из области фармације трају пет година. Одвијају се на два циклуса студија за студијски програм Фармације:
- Основне интегрисане студије које обједињују основне и мастер академске студије у трајању од пет година, носе 300 ЕСПБ, након завршетка се добија звање Магистар студија (Mr. ph)
- Докторске академске студије у трајању од три године, носе 180 ЕСПБ, након завршетка се добија звање Доктор фармацеутских наука (dr. sc. ph)

У академској 2023—2024. години на Фармацеутском факултету Универзитета у Тузли је уписана двадесета генерација студената, док је око 1200 студената на оба циклуса дипломирало. Уже научне области су Фармацеутска хемија, Фармацеутска аналитика, Биохемија, Броматологија, Фармакогнозија, Фармацеутска технологија и Клиничка фармација.